# Danni Miatke
Danni Miatke (Darwin, 29 novembre 1987) è una nuotatrice australiana.

## Carriera
Specializzata nella farfalla, ha vinto il titolo mondiale sui 50 m ai campionati di Montréal 2005.

## Palmarès
- Mondiali

Montréal 2005: oro nei 50m farfalla.
Melbourne 2007: oro nella 4x100m sl e argento nei 50m farfalla.
- Mondiali in vasca corta

Indianapolis 2004: argento nella 4x200m sl e bronzo nella 4x100m sl e nella 4x100m mx.
Shanghai 2006: oro nella 4x100m mx e argento nella 4x100m sl.
- Giochi del Commonwealth

Melbourne 2006: oro nei 50m farfalla.